# Рогозин, Сергей Александрович
Сергей Александрович Рогозин (род. 17 апреля 1975) — российский хоккеист, нападающий.
Воспитанник ленинградского хоккея. Всю профессиональную карьеру провёл в низших лигах за петербургские команды «СКА-2» (1991/92 — 1995/96), «Ижорец» (1997/98 — 1998/1999),
«Спартак» (1999/2000 — 2000/01). Во второй половине октября 1994 года сыграл три матча за СКА в чемпионате МХЛ.